# Scotophilus viridis
Scotophilus viridis es una especie de murciélago de la familia Vespertilionidae.

## Distribución geográfica
Se encuentra en Benín Botsuana Burkina Faso Camerún República Centroafricana Chad Costa de Marfil, Etiopía Gambia Ghana Kenia Madagascar Malaui Malí Mozambique Namibia Nigeria, Nigeria Senegal, Sudáfrica, Sudán Tanzania Togo Zambia y Zimbabue.

## Hábitat
Su hábitat natural son: sabanas áridas y húmedas.